# Sten Rodhe
Sten Rodhe, född den 9 oktober 1915 i Uppsala, död den 8 september 2014 i Lund, var en svensk lektor och teologisk författare. Han var son till biskop Edvard Magnus Rodhe och ingick 1940 äktenskap med Birgit Rodhe.
Efter studentexamen i Lund 1933 blev Rodhe filosofie kandidat 1936 och teologie doktor 1947. Han blev lektor vid högre allmänna läroverket i Karlstad 1948 och vid Källängsskolan i Malmö från 1955. Han var även lärare vid Lunds universitets teologiska fakultet 1959–1963. 
Rodhe var expert i 1958 års utredning kyrka-stat 1960, hade diverse expertuppdrag inom Skolöverstyrelsen (SÖ), var ledamot av SÖ:s pedagogiska arbetsgrupp 1964, styrelseledamot i Religionspedagogiska institutet 1960, ledamot i Svenska kyrkans diakonistyrelses skolutskott 1965 samt ordförande Kristendomslärarnas förening 1965 (Skånekretsen 1960). Utöver nedanstående skrifter har han bland annat även författat läroböcker i religionskunskap för gymnasiet och artiklar i religionspedagogiska ämnen.